# بعدازظهرهای خصوصی پاملا من
بعدازظهرهای خصوصی پاملا من (انگلیسی: The Private Afternoons of Pamela Mann) یک فیلم پورنوی آمریکایی به کارگردانی ردلی متزگر محصول سال ۱۹۷۴است. از بازیگران آن می‌توان به باربارا بوربون، سانی لاندهام، داربی لوید رینز، جیمی گیلیس، و جورجینا اسپلوین اشاره کرد.
فیلم از آثار شاخص عصر طلایی پورن به‌شمار می‌رود و می‌توان آن را تأملی بر تماشاگری جنسی دانست.